# Thorvald Nilsen
Thorvald Nilsen (6 de agosto de 1881 – 19 de abril de 1940) fue un oficial naval y explorador polar noruego. 

## Biografía
Nació en Kristiansand. Fue capitán del buque Fram de la Expedición Amundsen al polo sur que se desarrolló entre 1910 a 1912. Durante este período el buque también fue utilizado para realizar observaciones oceanográficas y mediciones en el Océano Atlántico sur. 
En 1913 fue nombrado caballero de primera clase de la Orden de San Olaf. Fue oficial naval de Noruega durante la Primera Guerra Mundial, y posteriormente se radicó en Buenos Aires, donde falleció en 1940.